# 出会い滝
出会い滝（であいたき）は、徳島県神山町にある大中尾谷川の滝。落差は約10m。

## 地理
鮎喰川の支流である大中尾谷川の枝沢に懸かる滝。国道438号の土須峠の車道から眺めることができる。2012年に出会い滝と命名され、それまでは「東谷の大滝下5の滝」と通称されていた。
滝名の由来は、滝上部で2つの流れがひとつに出会い、そのまま2段瀑となって落ちていくことにちなむ。国道の案内板には「人との出会い、動物との出会い、自然との出会い、ここで良い出会いをして下さい」と書かれている。

## 交通
- JR「徳島駅」より車で約60分。